# Vinko Glažar
Vinko Glažar, trgovski pomočnik, član organizacije TIGR in narodnoosvobodilne borbe, * 14. januar 1907, Lipica, † 1999, Ljubljana, Slovenija.

## Življenje in delo
Rodil se je v družini delavca v kobilarni Lipica Antona in gospodinje Marije Glažar. Po očetovi smrti se je družina preselila v Bazovico. Bil je narodno zaveden in je že v mladosti sodeloval v boju proti fašističnemu zatiranju Slovencev. Leta 1928 je v Bazovici postal član zelo aktivne ilegalne trojke tajne organizacije Borba in tu sodeloval s Franom Marušičem, pa tudi z drugimi tigrovci in voditelji Borbe. Trojka katere član je bil tudi Glažar je imela v Bazovici številne sodelavce, zato so skoraj vsi v Bazovici brali ilegalni protifašistični tisk. Glažar je v svoji hiši, ki je stala zunaj vasi sprejemal oborožene trojke, ki so preko meje ilegalno prihajale iz Jugoslavije na zasedeno Primorsko. Med ilegalci, ki jim je Glažar nudil zatočišče so bili Tone Černač, Josip Kukec in Danilo Zelen ter številni drugi, ki so prinašali ilegalni material ter se z njimi udeleževal množičnih ilegalnih izletov mladine na gore in kraške vasi, na katerih so spodbujali mladino na upor proti potujčevanju. Med aretacijo vodij Borbe je bil 11. aprila 1930 še pravočasno obveščen, tako da je skupaj s Ivanom Škrjancem in Željkom Grgičem uspel pobegniti v Kraljevino Jugoslavijo. Po nekaj tednih skrivanja v Ljubljani, Zagrebu in Beogradu so bili vsi trije brez dokumentov izgnani v Avstrijo. Od tu so z mnogimi zapleti preko Nemčije in Švice prišli v Pariz. Tu so jim italijanski socialisti  priskrbeli delo in bivališče. Glažar se je leta 1930 po končanem 1. tržaškem procesu
vrnil v Jugoslavijo. Najprej je živel pri stricu, nato se je zaposlil na davčni upravi v Radovljici, kasneje pa je zamenjal še več služb. Maja 1941 ga je gestapo aretiral, ga zaprl v Begunjah in Šentvidu pri Ljubljani ter ga nato izgnal v Valjevo. Od tu je pobegnil, se vrnil v Ljubljano in sodeloval v Osvobodilni fronti in narodnoosvobodilni borbi.